# Đĩa ném

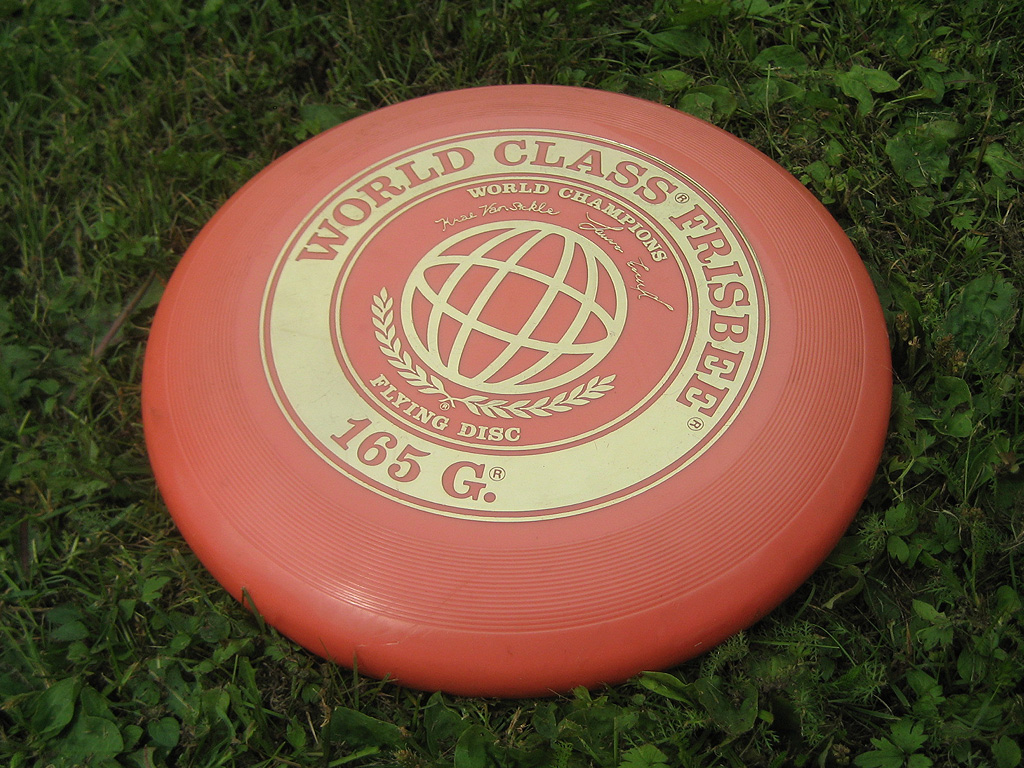
Đĩa ném thể thao nhãn hiệu "Frisbee", một nhãn hiệu thuộc sở hữu của công ty Wham-O

Đĩa ném thể thao, đĩa ném hay frisbee là một loại đồ chơi và vật dụng thể thao có thể bay lượn êm ái với đường bay ổn định. Đĩa ném thể thao thường được làm bằng phương pháp ép nhựa, trọng lượng nhẹ, có đường kính từ 20 đến 25 xentimét và bo tròn cùng quặp vào nơi rìa đĩa. Đĩa ném thể thao được thiết kế phỏng theo hình cánh máy bay – một hình dạng khí động học cho phép vật thể giảm lực cản và tăng lực nâng khi lướt bay trong gió. Sau khi được ném, đĩa ném tự xoay theo trục qua tâm và được truyền một lực hồi chuyển giúp đĩa giữ thăng bằng, nhờ đó mà người chơi có thể ném chuẩn xác cũng như ném xa. Đĩa ném thường được sử dụng cho hoạt động vui chơi hoặc hoạt động thể thao (thể thao đĩa ném).